# チーズナイフ

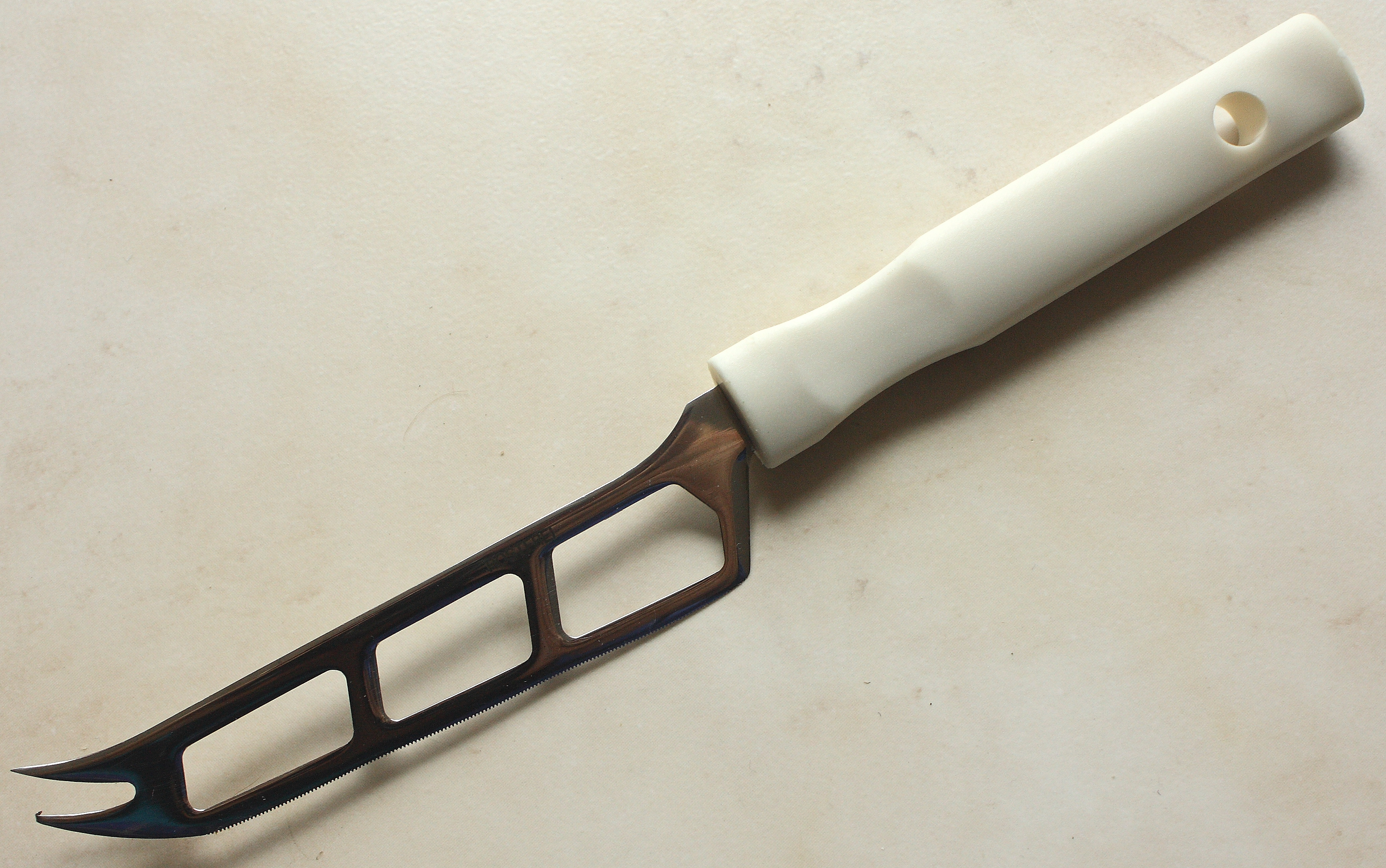
チーズナイフの例

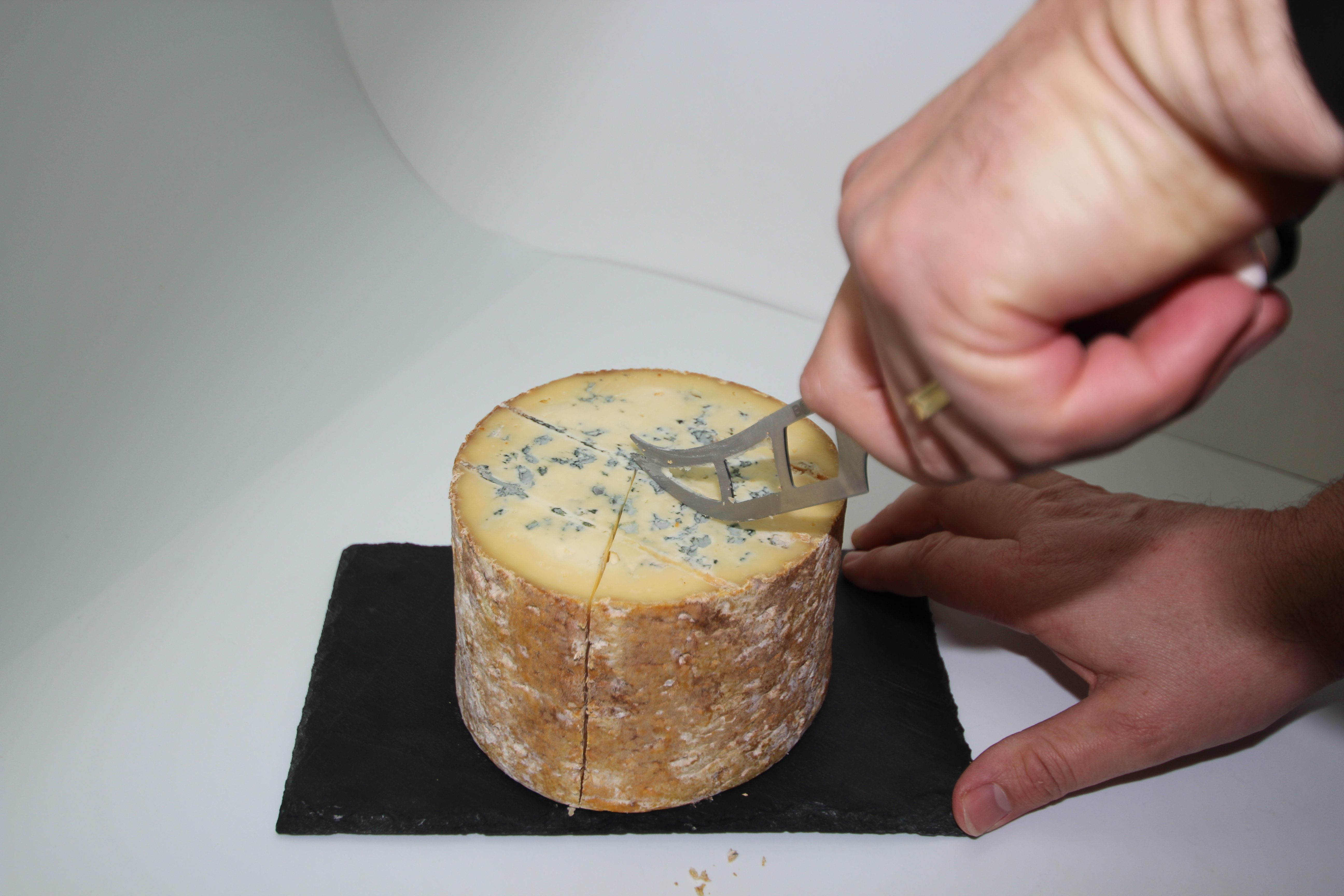

チーズナイフ（英語: cheese knife）は、チーズを切ることに特化したキッチンナイフ。オメガナイフとも呼ばれる。
切ったチーズが着かないように刀身に穴が空いていることと、刃先が二股になっておりフォークの代わりにチーズを刺して使えるのが特徴である。
チーズナイフは広範囲に応用が利くが、主にクリーミーなチーズ、軟らかいチーズを切り分けるのに用いる。
チーズおろし
チーズ・グレーター（cheese grater）とも呼ばれる。パルミジャーノ・レッジャーノなどの固いチーズをすりおろして粉にするのに用いる。
ジロール
テット・ド・モアンヌを花びらのように薄く削る専用器。
ワイヤーカッター
ロックフォールなどのブルーチーズを切る専用器。ハンドリナーとも呼ばれる。
グラナ・ナイフ
パルミジャーノ・レッジャーノに使用されるナイフ。

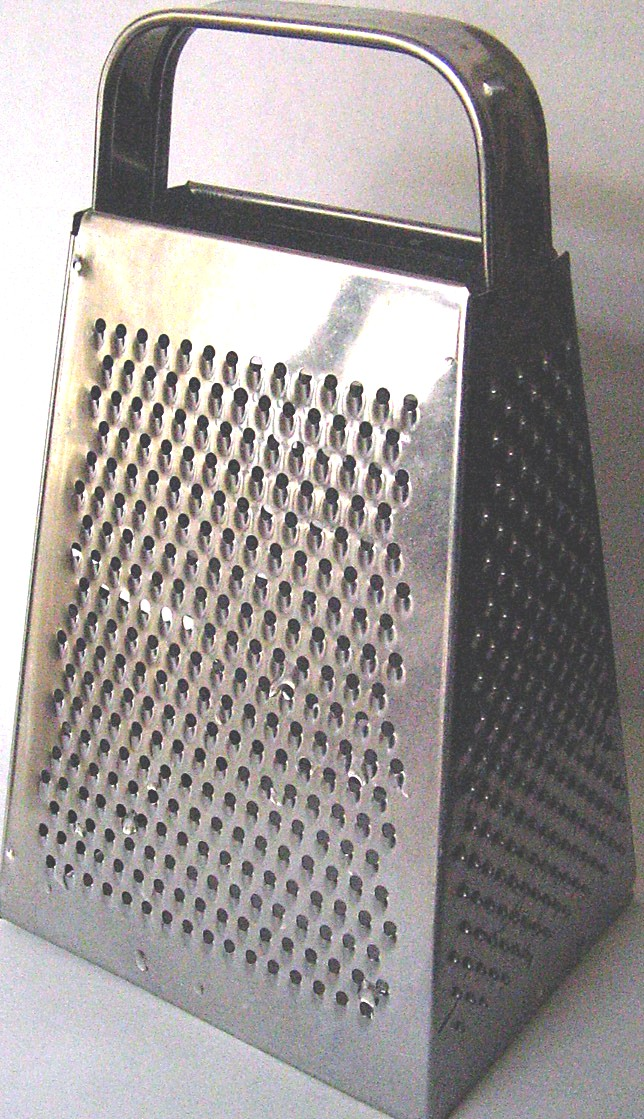
チーズ・グレーターの例。箱状のボックス・グレーター。
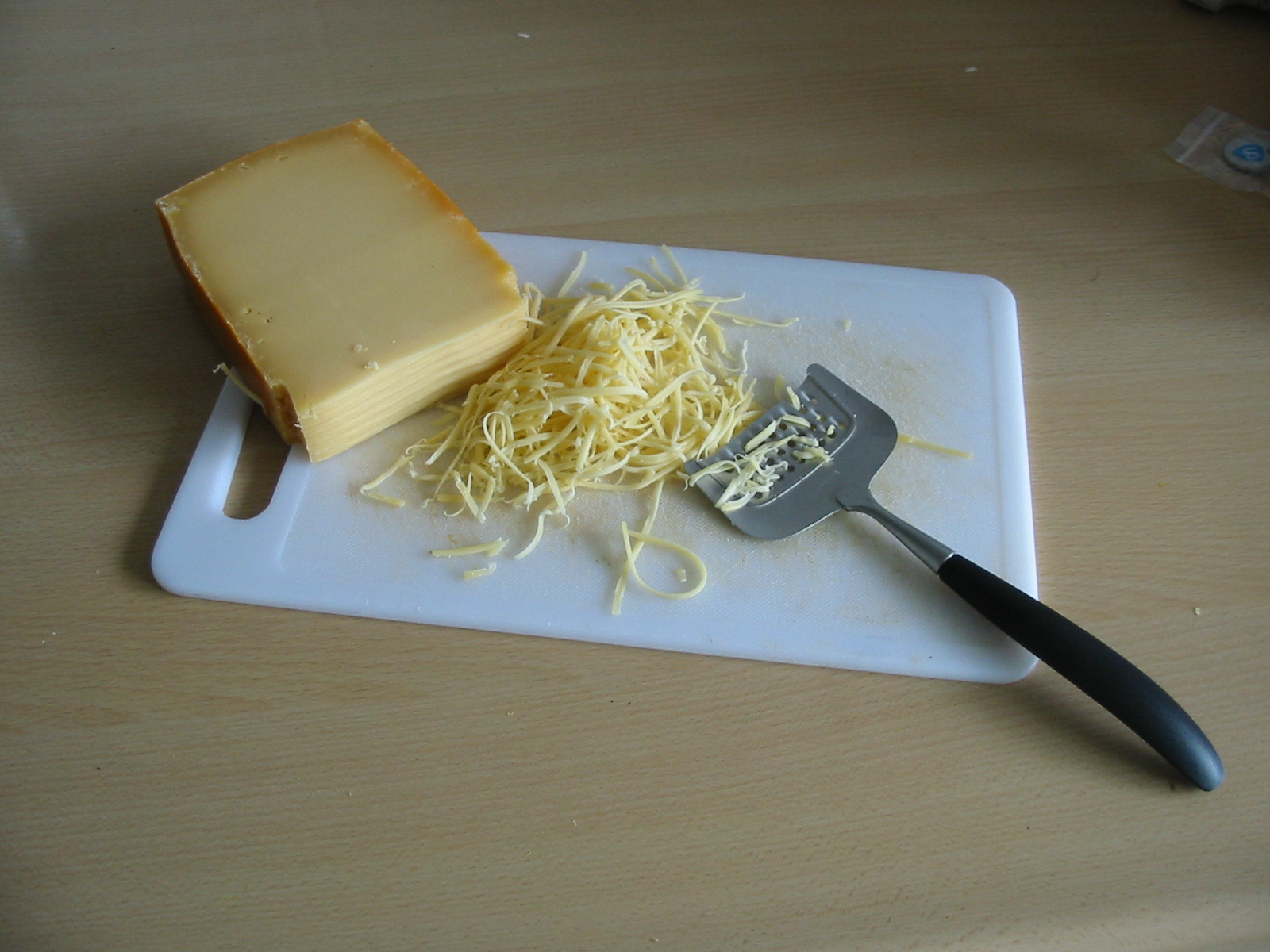
チーズ・グレーターの例。ピーラーのように扱う手持ちタイプ。
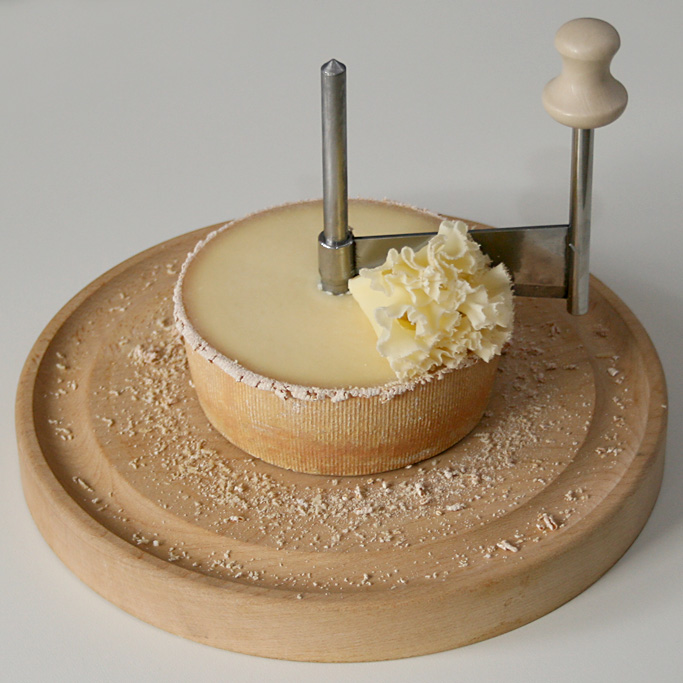
ジロール
グラナ・ナイフ